# Lalveri
Lalveri (Georgisch: ლალვერი) is een piek in de Grote Kaukasus op de grens van Georgië en Rusland, in respectievelijk de regio Svanetië en de deelrepubliek Kabardië-Balkarië. De berg heeft een hoogte van 4350 meter. De meest toegankelijke klimroute naar de top van Lalveri is via de Tsanerigletsjer.
De Lalveri is het westelijke uiteinde van de zogenaamde Bezengimuur, een ongeveer twaalf kilometer onderdeel van de centrale bergkam van de Grote Kaukasus tussen de Lalveri en Sjchara, die letterlijk een "muur" vormen tussen Rusland en Georgië.